# Julius Ebbinghaus
Julius Ebbinghaus (Berlino, 9 novembre 1885 – Marburg an der Lahn, 16 giugno 1981) è stato un filosofo tedesco., uno dei seguaci più stretti di Immanuel Kant attivo nel XX secolo. Fu influenzato dalla scuola di Baden neokantiana di Heidelberg di Wilhelm Windelband e scrisse sulla filosofia del diritto e sull'imperativo categorico. Professore all'Università di Marburg (Philipps-Universität Marburg) dal 1940; 1954 professore emerito, continuando a tenere lezioni fino al 1966. Nell'ottobre 1945, fu installato come Rettore Magnifico per ordine delle forze di occupazione americane. Era il figlio del famoso psicologo Hermann Ebbinghaus.